# Оберманекен
Оберманекен — российская рок-группа, играющая в стиле «нью-вейв». Считается первой советской группой, внесшей в отечественный рок эстетику неоромантизма и постмодернизма с их богемным эротизмом, утонченным декадансом и причудливыми поэтическими образами.
Согласно записям в РАО, основателями группы являются: Анжей Захарищев фон Брауш (основной автор музыки и текстов группы) и Евгений Калачёв (музыкальный соавтор некоторых песен группы). В ранней творческой биографии Анжей сотрудничал с Евгением Титовым (позже — бас-гитарист в главной панк-группе СССР «АУ» («Автоматические удовлетворители»)) и Олегом Шавкуновым (Шарр) (позже — перкуссионист рок-группы «Аквариум»).
Группа выпустила множество альбомов, один из которых, «Прикосновение нервного меха», вошел в книгу Александра Кушнира «100 магнитоальбомов советского рока». Группа активно выступала как в СССР, так и за рубежом, в частности, в США.
В начале 2000-х годов состав группы изменился, из него вышел Евгений Калачёв, который продолжил свою карьеру в качестве концертирующего пианиста.

В январе 2021 года в Сети появилось электронное издание романа «Пупырышки в кузовках, или Гарем воспоминаний», написанного основателем группы — Анжеем Захарищевым фон Браушем и Евгением Калачёвым. Автор послесловия к роману, писатель Денис Крюков отмечает:
«Захарищев и Калачёв без оглядки напяливают все кольца Мордора и до одури бьются со всеми признаками так называемого „здравого смысла“, не разбирая ни пола, ни возраста. Текст этот можно читать с любого наугад выбранного места. Читать его можно медленно, тщательно наблюдая за тем, как, несмотря на то, что сумма хоть и не меняется, слагаемые пляшут и скачут из конца в конец. Но лучше читать быстро, взахлеб, стремительно — как и полагается поступать с приключенческой литературой. Можно читать с закрытыми глазами — это очень красиво.»

«Лучевая болезнь». Денис Крюков. 2013

## Кавер-версии
- 2023 Найк Борзов "Дачные велосипедистки"

- 2024 Антон Макаров и Диктофон (группа) "Санто-Доминго"

## Актуальный состав группы
- Анжей Захарищев фон Брауш
- Олемпицка Эрте
- Лиза Дорофеева
- Данила Кичта

## Дискография
- 1981 — Город в солнце
- 1982 — Сумрачный кристалл
- 1984 — Анжелика
- 1987 — Прикосновение нервного меха
- 1994 — Прогулки под северным небом (Walks Under A Nothern Sky) (совместно с Дмитрием Стрижовым)
- 1995 — Полшестого утра (5:30 am)
- 1996 — Зелёный альбом (совместно с Алексеем Слепаком)
- 1998 — Нега и роскошь
- 2000 — Магнетизм
- 2014 — Серпантин. Венеция
- 2024 — Гостья с Сириуса
- 2025 — Астрология

## Фильмография
- 2024 — Зазеркальная Одиссея Оберманекен
- 2025 — Сингулярное Закулисье Оберманекен